# Bonga (músic)
José Adelino Barcelo de Carvalho, conegut artísticament per Bonga Kuenda (Kipiri, Ícolo e Bengo, 5 de setembre de 1942), és un cantant i compositor de lletra de música angolès. Ha publicat més de 30 àlbums, cantant en portuguès i en llengües angoleses tradicionals. Les seves cançons són una barreja de sons folklòrics portuguesos i elements semba, kizomba i latin.

## Biografia
Va deixar Angola quan tenia 23 anys per practicar atletisme a Portugal, on va tenir el rècord en 400 metres llisos. Ja amb quinze anys va iniciar la seva carrera de cantant. Partidari de la independència d'Angola, aprofità la llibertat de moviment que li donava el fet de ser atleta per passar missatges entre els líders independentistes, adoptant el malnom Bonga Kuenda.
Va abandonar l'atletisme el 1972 i va concentrar-se exclusivament en la música. Immediatament es va fer famós a la seva nativa Angola, així com a Portugal. Descobert per la policia secreta portuguesa PIDE, es va exiliar a Rotterdam. Hi adoptà com a nom artístic Bonga i hi va treure el primer disc, Angola 72. La seva cançó més coneguda, «Mona Ki Ngi Xica», va formar part de la banda sonora de la pel·lícula de Cédric Klapisch de 1996 Chacun cherche son chat. Es va emetre a Angola una ordre de crida i cerca per les lletres de l'àlbum que el règim considerava com sedicioses, el que obligar-lo a moure's entre Alemanya, Bèlgica i França fins a la independència d'Angola de Portugal el 1975. Mentre a Europa, Bonga va conèixer altres músics de parla portuguesa i va integrar els sons semba al seu ja divers estil musical.
Després de la revolució dels clavells a l'abril de 1974, assoliria l'èxit tant entre els immigrants de les antigues colònies portugueses, com entre els portuguesos d'ascendència africana i europea, gràcies a l'orquestra Semba Tropical, fundada pel nou govern angolès amb la intenció de ressuscitar la música popular angolesa. Tanmateix, després de viure a París i Angola, finalment es va establir a Lisboa, va continuar sent crític amb els líders polítics d'ambdós bàndols. La veu de pau i consciència de Bonga el va convertir en un heroi pels angolesos, sense importar on resideixi. Partidari aferrissat de la no violència, afirma simplement: «hem de viure sense fer mal als altres».
Als 74 anys, publica el seu trentè primer àlbum Recados de Fora que inclou nou cançons noves incloses «Tonokenu», així com versions de «Sodade Meu Bem Sodade», una composició de Zé do Norte ja cantada per Maria Bethânia o Nazaré Pereira, i Odji Maguado, composta per l'escriptor capverdià B. Leza i popularitzada per Cesária Évora al seu àlbum de 1990, Distino di Belita.

## Premis
Bonga va rebre la distinció de «Cavaller de l'Ordre de les Arts i les Lletres» del govern francès. La menció d'honor va ser lliurada pel Ministeri de Cultura de França en una cerimònia el 10 de desembre de 2014 a Angola.

## Àlbums
- Angola 72 (1972)
- Angola 74 (1974) (inclou "Sodade", que va popularitzar Cesaria Evora)
- Raízes (1975)
- Angola 76 (1976)
- Racines (1978)
- Kandandu (1980)
- Kualuka Kuetu (1983)
- Marika (1984)
- Sentimento (1985)
- Massemba (1987)
- Reflexão (1988)
- Malembe Malembe (1989)
- Diaka (1990)
- Jingonça (1991)
- Paz em Angola (1991)
- Gerações (1992)
- Mutamba (1993)
- Tropicalíssimo (1993)
- Traditional Angolan Music (1993)
- Fogo na Kanjica (1994)
- O Homem do Saco (1995)
- Preto e Branco (1996)
- Roça de Jindungo (1997)
- Dendém de Açúcar (1998)
- Falar de Assim (1999)
- Mulemba Xangola (2001)
- Kaxexe (2003)
- Maiorais (2004)
- Bairro (2008)
- Hora Kota (2011)
- Recados de Fora (2016)

## Compilacions
- Angola (1988)
- Paz em Angola (1991)
- Katendu (1993)
- 20 Sucessos de Ouro (1995)
- Onda Sonora: Red Hot + Lisbon, àlbum de benefici pels malalts de SIDA produït per Red Hot Organization, hi canta "Mulemba Xangola" (1998)
- Best Of Bonga (2009)

## Directe
- Swinga Swinga (1996)
- Bonga Live (2005)